# Di Mu
Di Mu née le 12 juin 1985, est une coureuse cycliste chinoise spécialiste de la piste.

## Biographie
Di Mu connaît son meilleur résultat en 2006, où elle termine troisième du classement général de la Coupe du monde sur piste en keirin, après avoir remporté la manche de Sydney.

## Palmarès

### Championnats du monde
- Bordeaux 2006
  - 6e du keirin
- Melbourne 2012
  - 6e du keirin

### Coupe du monde
- 2005-2006 
  - 1re du keirin à Sydney
  - 3e du classement général du keirin 
  - 3e du keirin à Moscou